# Gunnar Neuriesser
Gunnar Otto Neuriesser (Karlskoga, 16 agosto 1961) è un ex sciatore alpino svedese.

## Biografia
Specialista delle prove tecniche, Neuriesser fu 3º nella classifica di slalom speciale in Coppa Europa nella stagione 1982-1983 e ottenne il primo piazzamento in Coppa del Mondo il 16 gennaio 1984 a Parpan nella medesima specialità (11º); ai successivi XIV Giochi olimpici invernali di Sarajevo 1984, sua unica presenza olimpica, si classificò 22º nello slalom gigante e il 6 marzo dello stesso anno conquistò il suo miglior piazzamento in Coppa del Mondo, a Vail in slalom speciale (5º). Sempre in slalom speciale ai Mondiali di Bormio 1985 fu 13º e ottenne l'ultimo piazzamento della sua carriera agonistica, nella gara di Coppa del Mondo disputata il 16 dicembre 1986 a Madonna di Campiglio (15º).

## Palmarès

### Coppa del Mondo
- Miglior piazzamento in classifica generale: 59º nel 1984